# Никифор Касандрийски
Никифор (на гръцки: Νικηφόρος, Никифорос) е гръцки духовник, митрополит на Цариградската патриаршия.

## Биография
Никифор е архидякон на митрополит Методий Ираклийски (1760 - 1794). През декември 1787 година е ръкоположен за архиепископ в Касандрия. Подава оставка на 20 октомври 1791 година „неспособен да управлява епархията на Касандрия, дадена ми от Бога, и да спасява нейните дългове и да пасе разумното Христово стадо в нея по богоугоден начин, страдайки и страдайки постоянно от моите постоянни и чести болести“, както самият той пише. Умира около 1795 година.